# Episodi di Limbo (seconda stagione)
La seconda stagione della serie televisiva Limbo è stata trasmessa in anteprima in Danimarca da DR1 nel corso del 2012.
| nº | Titolo originale      | Titolo italiano | Prima TV Danimarca | Prima TV Italia |
| -- | --------------------- | --------------- | ------------------ | --------------- |
| 1  | Første skoledag       |                 | 3 marzo 2012       |                 |
| 2  | Skolefoto             |                 | 3 marzo 2012       |                 |
| 3  | Festen                |                 | 10 marzo 2012      |                 |
| 4  | Allergi               |                 | 17 marzo 2012      |                 |
| 5  | Valgkamp              |                 | 24 marzo 2012      |                 |
| 6  | Undskyld              |                 | 31 marzo 2012      |                 |
| 7  | Billetten             |                 | 7 aprile 2012      |                 |
| 8  | Red Biblioteket       |                 | 14 aprile 2012     |                 |
| 9  | Overnatning           |                 | 21 aprile 2012     |                 |
| 10 | Audition              |                 | 28 aprile 2012     |                 |
| 11 | Skoleavisen           |                 | 2012               |                 |
| 12 | Superhelt             |                 | 2012               |                 |
| 13 | Milles Hævn           |                 | 2012               |                 |
| 14 | Hjemkomst             |                 | 2012               |                 |
| 15 | Romeo & Julie (Del 1) |                 | 2012               |                 |
| 16 | Romeo & Julie (Del 2) |                 | 2012               |                 |